# 拉爾斯島
54°27′11″S 3°18′54″E / 54.45306°S 3.31500°E
拉爾斯島（德語：Larsøya），是南極洲的島嶼，位於布韋島西南端對開海域，長度少於0.4公里，在1898年由德國探險隊繪入地圖，以探險隊的資助者命名。